# Nuno Lobo
Nuno Miguel Novais Grangeon Cárcomo Lobo (Viseu, 1978) é atualmente presidente da Associação de Futebol de Lisboa e candidato à direção da Federação Portuguesa de Futebol nas eleições de 2025.

## Carreira

### AF Lisboa e candidato à FPF
Nuno Lobo é licenciado em Direito pela Faculdade de Direito da Universidade de Coimbra e fundador da Sociedade de Advogados 'CSA – Correia, Seara, Caldas, Simões e Associados'. É advogado de profissão e antigo chefe de gabinete de Fernando Seara na Câmara Municipal de Sintra.
Foi eleito presidente da AF Lisboa em 2013, com 1.938 votos a favor, sucedendo a Carlos Ribeiro. Está há 12 anos no cargo. Prometeu "fazer o que foi prometido no programa eleitoral" e apostar no diálogo com os clubes. Em 2016 foi reeleito para o 2º mandato, onde obteve a totalidade dos 2087 votos possíveis, e em 2020 voltou a ser reeleito para um 3º mandato com 98,9% dos votos dos clubes que exerceram o direito.
A 22 de outubro de 2024, apresentou oficialmente a candidatura à presidência da Federação Portuguesa de Futebol (FPF), nas eleições que decorrem no início de 2025.
A 5 de Dezembro de 2024, Nuno Lobo apresentou queixa contra desconhecidos por espionagem e escutas ilegais, alegando que as situações estranhas acontecem no quadro da disputa eleitoral, em que é quase certo irá a votos contra Pedro Proença, atual presidente da Liga de Clubes e que deverá avançar para a FPF.
A 17 de Dezembro de 2024, Nuno Lobo apresentou os seus principais compromissos para o futebol português, no âmbito da sua candidatura à FPF. O candidato anunciou, no âmbito da revisão imediata da distribuição das verbas das apostas desportivas, que defende uma alteração imediata sobre a distribuição da percentagem das verbas das apostas desportivas destinada ao futebol profissional”, explicando que “a mesma passará de 25% para 50%, duplicando, assim, o montante que as Sociedades Desportivas recebem atualmente”.

### Polémicas
Em 2013, Nuno Lobo afirmou ter sido agredido por Pinto da Costa (na altura, presidente do FC Porto) e por um dirigente dos dragões, durante um jogo entre o Estoril e o FC Porto. “Chegou a hora de dizer basta! Tudo farei para que estas pessoas não passem impunes. Não tenho medo de ninguém e não me vou silenciar”, referiu Lobo.
"Foi uma agressão do senhor Adelino Caldeira, não sei se com a mão fechada ou aberta", acrescentando: "No segundo golo do FC Porto, foi o senhor Pinto da Costa que me meteu os punhos à frente da cara, do meu nariz, para me picar, a ver se eu perdia a razão".